# クロイツ群
| 彗星                       | 彗星         | 彗星                         | 彗星                   | 彗星                   |
| -------------------------- | ------------ | ---------------------------- | ---------------------- | ---------------------- |
| 離心率と公転周期による分類 |              |                              |                        |                        |
| e < 1                      | 周期彗星     | 短周期彗星                   | 短周期彗星             | P < 200                |
| e < 1                      | 周期彗星     | 長周期彗星                   | 長周期彗星             | P ≧ 200                |
| e ≧ 1                      | 非周期彗星   | 非周期彗星                   | 長周期彗星             |                        |
| 特徴的な彗星               | 特徴的な彗星 | 大彗星                       | 大彗星                 | 大彗星                 |
| 特徴的な彗星               | 特徴的な彗星 | サングレーザー（クロイツ群） |                        |                        |
| 成因上の関連               | 成因上の関連 | 彗星・小惑星遷移天体         | 彗星・小惑星遷移天体   | 彗星・小惑星遷移天体   |
| 成因上の関連               | 成因上の関連 | 地球近傍天体                 |                        |                        |
| 成因上の関連               | 成因上の関連 | 太陽系外縁天体               |                        |                        |
| 分類上の関連               | 分類上の関連 | 太陽系小天体（小惑星）       | 太陽系小天体（小惑星） | 太陽系小天体（小惑星） |
| ■Project ■Template         |              |                              |                        |                        |

クロイツ群（クロイツぐん、Kreutz Sungrazers）とは、近日点が太陽に極めて近い類似の軌道を持つという点で特徴付けられる、サングレーザー（太陽に非常に接近する彗星）の群の1つである。これらは数百年前に分裂した一つの非常に巨大な彗星の破片だと考えられており、これらの彗星の間に関係があることを最初にはっきりと示した天文学者のハインリヒ・クロイツにちなんで命名された。
クロイツ群に属する彗星のうちいくつかは大彗星となっており、太陽に接近した時には昼間でも見えるものもあった。このような彗星の中で直近に現れたのは1965年の池谷・関彗星であり、これはおそらく前回のミレニアムで最も明るくなった彗星である。
1995年に太陽探査機SOHOが打ち上げられて以来、クロイツ群に属する数百の小さな彗星が発見されており、中には差し渡し数mしかないものもある。こうした小さい彗星は近日点を通過できずに消滅する。アマチュア天文家たちは、インターネット経由でリアルタイムで公表されるデータからクロイツ群の彗星を非常に数多く発見している。

## 発見と歴史上の観測記録

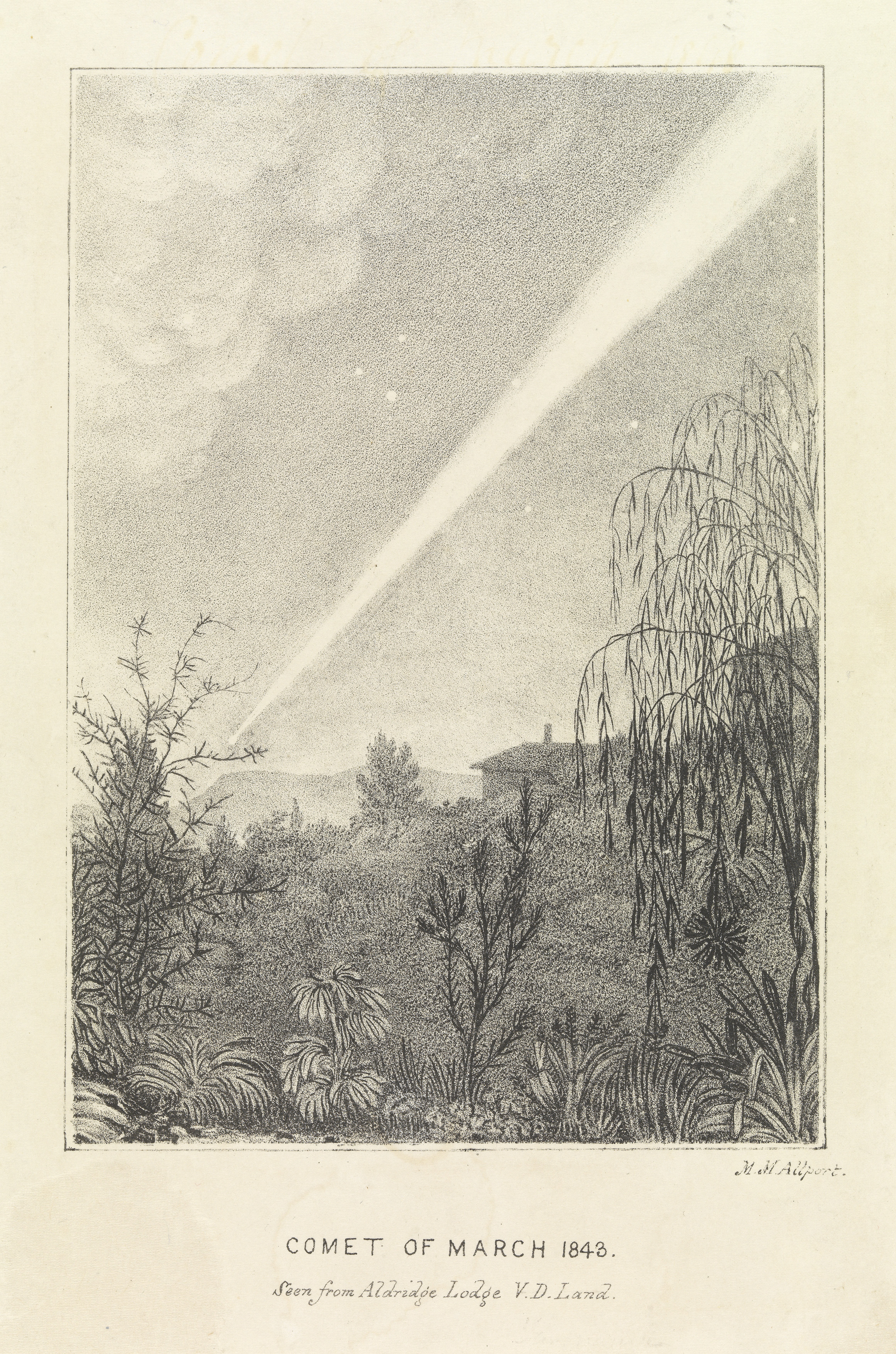
タスマニアで見えた、1843年の大彗星の絵

軌道が太陽の極めて近くを通ることが最初に分かったのは1680年の大彗星だった。この彗星の近日点距離はわずか 90万 km = 0.006 AU = 1.3 太陽半径だった。つまり、太陽の表面から 20万 km = 0.0013 AU = 0.3 太陽半径のところを通過したことになる。これは地球から月までの距離のおよそ半分に等しい。この彗星はこうして初めて確認されたサングレーザーとなった。
この彗星から見ると、太陽が天空を占める角度は80°以上に達し、地球から見たときよりも27,000倍以上大きくかつ明るくなり、彗星の表面の1平方メートルあたり37メガワットの熱量が届いたことになる。
エドモンド・ハレーを含む当時の天文学者は、この彗星は1106年に太陽の近くで非常に明るく見えた彗星が戻ってきたものだと考えた。163年後、1843年の大彗星が現れ同様に太陽の至近距離を通過していった。軌道を計算してみると軌道周期は数百年という結果が出たが、天文学者の中にはこれは1680年の彗星が戻ってきたものではないかと考えるものもいた。1880年に出現した明るい彗星は1843年の彗星とほとんど同一の軌道を周っていることが分かり、1882年の大彗星がさらにそれに続いた。天文学者の中には、これらの彗星は全て同一の彗星であり、軌道周期がどういうわけか近日点通過のたびに劇的に縮められていて、それは太陽を取り囲んでいる密度の高い物質によって減速されているためではないかという説を提案する者もいた。
もう一つの説は、これらは全て昔のサングレーザーの破片だというものであった。この説は1880年に初めて提出され、その信頼性は1882年の大彗星が近日点通過後にいくつかの破片に分裂したことで十分に実証された。1888年には、1843年、1880年、1882年の彗星はおそらく数回帰前に分裂した一つの巨大彗星の破片だろうということを示す論文をハインリッヒ・クロイツが発表した。1680年の彗星はこの彗星の集団とは無関係であることが立証された。
クロイツ群に属する別の彗星が1887年に現れてから、次の彗星は1945年まで現れなかった。1960年代にはさらに、1963年のペレイラ彗星と、1965年に非常に明るくなり近日点通過後に3つに分裂した池谷・関彗星という2つのサングレーザーが現れた。クロイツ群に属する2つの彗星が間髪を入れず連続して現れたことで、この群の歴史のさらなる研究が刺激された。

## 傑出した彗星
クロイツ群に属する彗星の中で最も明るかったものは非常に壮大な天体となり、昼間でも簡単に見えるまでになった。最も見事だった3つは1843年の大彗星、1882年の大彗星、そして池谷・関彗星である。非常に注目すべき他の彗星としては1882年の日食彗星がある。

### 1843年の大彗星 (C/1843 D1)

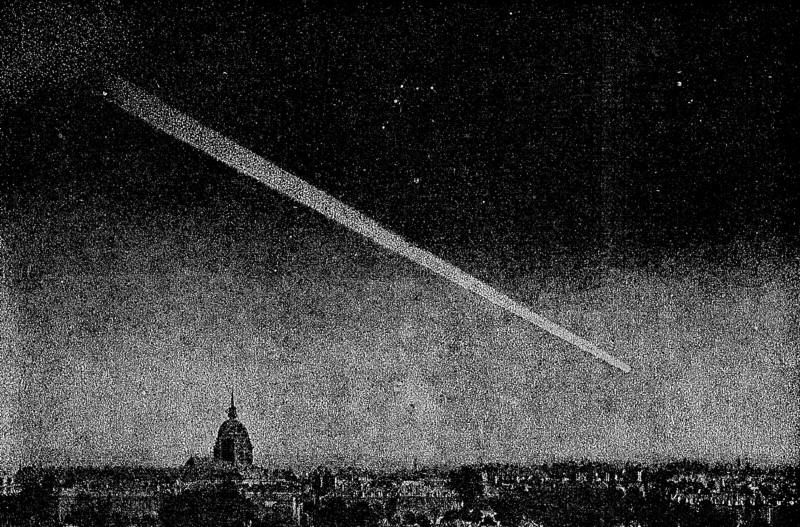
1843年の大彗星

1843年の大彗星は、近日点通過からわずか3週間あまり前のその年の2月上旬に発見された。2月27日までには昼間にも簡単に見えるようになり、観測者は、空のまぶしい輝きの中に見えなくなる前に、太陽から離れる方向に2-3°の長さの尾が見えたと記している。近日点通過後、彗星は朝の空に再び現れ、極めて長い尾が発達していた。空に少なくとも50°以上に伸びたその尾は、少なくとも1億5000万km以上の長さに達していたと計算される。2000年になって、百武彗星の尾が3億5000万kmも伸びていたことが判明するまで、これは測定された彗星の尾の長さの最長記録であった。
この彗星は3月中ずっと非常に目立っていたが、4月の始めになって次第に暗くなり肉眼ではほとんど見えなくなった。最後に観測されたのは4月20日である。この彗星は大衆に非常に大きな印象を与えたらしく、最後の審判の日が差し迫っているのではないかという恐怖を抱いたものもいた。また中浜万次郎も救助された米捕鯨船でアメリカ東海岸に向かう途上、ケープホーン沖でこの彗星を見たことを記録に残している。

### 1882年の大彗星 (C/1882 R1)

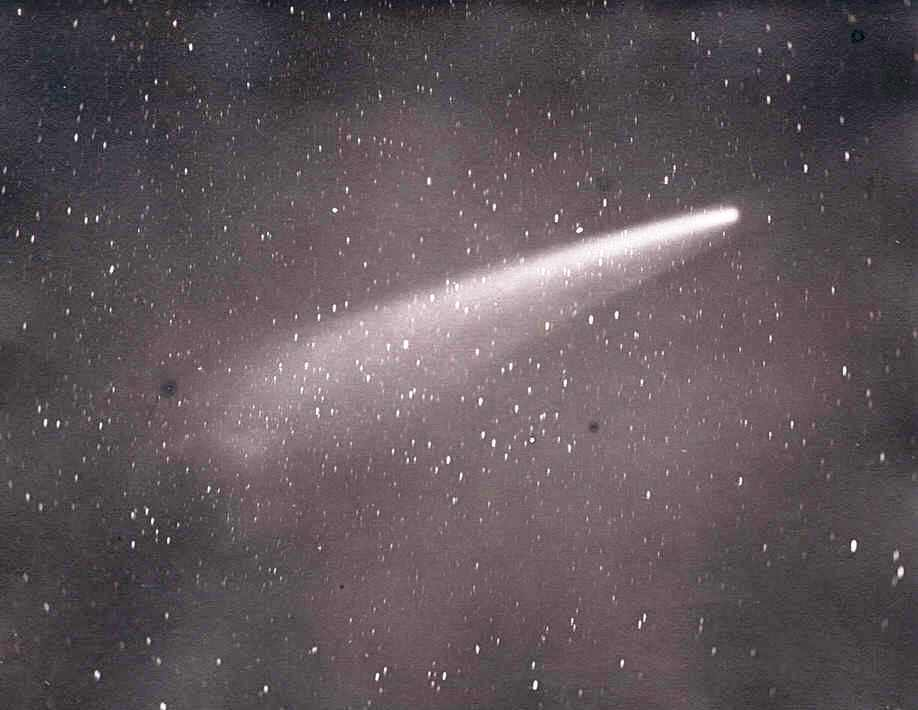
南アフリカで撮影された、1882年の大彗星の写真

1882年の大彗星は、近日点通過のわずか数日前の1882年9月上旬に現れたときには既に肉眼で簡単に見えるようになっていたので、多数の観測者に独立して発見された。この彗星は急速に明るくなり、9月16日と17日の2日間にかけて昼間でも見えるようになり、薄雲を通して見えるほどだった。
この彗星は近日点通過後、数週間にわたって明るく輝きつづけた。10月の間、核が最初は2つ、そして4つに分裂するのが観測された。核から数度離れた所に拡散した光の断片が見えたと報告した観測者も何人かいた。核の破片の分離速度から、破片は数世紀の間隔をおいて、分裂から670年後から960年後の間に戻ってくると考えられている。

### 池谷・関彗星 (C/1965 S1)
池谷・関彗星は、クロイツ群に属する非常に明るくなった彗星の中で最も新しいものである。この彗星は2人の日本のアマチュア天文家、池谷薫と関勉が互いに15分以内に独立して発見し、フランスのロジェ・リゴレー (Roger Rigollet) は、この彗星の発見位置と運動方向から、すぐにこれがクロイツ群の彗星だと気付いた。彗星はその後4週間で太陽に近づくにつれ急速に明るくなり、10月15日には視等級が2等に達した。近日点通過は10月21日に起こり、世界中の観測者が昼間の空で簡単に見ることができた。明るさは推定で−17等にも達し、満月よりも遥かに明るくなり、また1106年以降に見えた全ての彗星よりも明るくなった。
日本の天文学者たちはコロナグラフを使って観測を行い、近日点通過の30分前に彗星が3つの破片に分裂するのが観測された。11月上旬に彗星が朝の空に再び現れたとき、3つの破片のうち2つは明瞭に観察できたが3つ目はよく見えなかった。彗星は25°の長さの明るい尾が発達し、11月を通してゆっくりと暗くなっていった。最後に観測されたのは1966年の1月だった。

## 軌道の歴史と発展
1967年のブライアン・マースデンの研究は、クロイツ群の先祖にあたる彗星を確認するためこの群の軌道を遡ろうとする初めての試みだった。1965年までに現れたクロイツ群の彗星は全て約144°という同一の軌道傾斜角を持ち、また近日点黄経も280°- 282°と非常によく似た値を持っており、例外が2、3あるのは軌道計算の不確かさに原因があると考えられた。近日点引数と昇交点黄経の値にはより大きな幅があった。

クロイツ群の彗星の系統図

マースデンはクロイツ群の彗星が軌道要素のわずかな違いから2つのグループに分けられることを発見し、この群が1回以上の近日点通過を経ていることが示唆された。池谷・関彗星と1882年の大彗星の軌道を遡ったマースデンは、前回の近日点通過でこれらの破片の間に生じた軌道要素の違いは、池谷・関彗星が分裂したあとの破片の軌道要素の間に生じた違いと同程度であることを発見した。これは、この2つの彗星が、1回帰前に分裂した同じ彗星から生じた2つの破片だと考えることがもっともらしいということを意味している。クロイツ群の先祖の彗星として飛び抜けて可能性が高いのは1106年に見られた彗星である。池谷・関彗星の軌道要素からは、前回の近日点通過がほとんどちょうどその頃だったという結果が導かれ、また1882年の大彗星の軌道要素からは、前回の近日点通過はその数十年後だったという結果が出るが、これが一致するには、軌道要素にほんの小さな誤差があると考えるだけでよい。
1689年、1702年、1945年の彗星も1882年、1965年のものと密接に関係があるとみられているが、これらの彗星の軌道要素は、1106年に母彗星から分裂したのか、あるいは4世紀かそれ以前の近日点通過の際に分裂したのかを確定できるほど正確には求まっていない。この亜群（サブグループ）は亜群Iとして知られている。
1843年と1963年の彗星も密接に関係があると思われるが、これらの軌道を1回帰前に遡っても、軌道要素の違いはまだ多少大きすぎるので、これらが互いに分裂したのはもう1回帰前ということを意味するのかもしれない。これらは1106年の彗星とは関係がなく、それよりはその約50年前に戻ってきた彗星と関係があると考えられている。1668年、1695年、1880年、1963年の彗星も、亜群IIと呼ばれるこの亜群に属し、おそらく1回帰か2回帰前の分裂の結果だろう。1970年に見られたホワイト・オルティス・ボレリー彗星はこのグループよりは亜群Iに近い関係だが、以前に分裂して他の破片を生じたと思われる。
2つの亜群の違いは、これらが2つの分離した母彗星から生じた結果であることを示しており、2つの彗星はどちらも何回帰か前に分裂した「祖母彗星」の破片だったと考えられている。祖母彗星の可能性のある候補は紀元前371年にアリストテレスとエフォルスが観測した彗星である。エフォルスはこの彗星が2つに分裂したのを見たと主張した。元々の彗星が極めて大きかったことは間違いなく、核の直径が100kmもあったかもしれない（比較のために書くと、ヘール・ボップ彗星の核の直径は約40kmである）。
この2つの主要なグループとは軌道が多少違うが、1680年の彗星も、クロイツ群と関係があり何回も前の回帰で分裂した可能性がある。
クロイツ群のようなことは唯一の特異な現象ではないかもしれない。様々な研究により、大きな軌道傾斜角と2天文単位未満の近日点距離を持つ彗星では、重力的な摂動の効果が累積することによって、太陽に接近する軌道になる傾向があることが示されている。ある研究では、ヘール・ボップ彗星も最終的に太陽に接近する彗星になる可能性が約15%あると推定されている。

## 現在の観測
20世紀末まで、クロイツ群に属する非常に明るい彗星が太陽系の内側を通過しても、近日点通過が5月か6月だった場合は気付かれないままになる可能性があった。1年のうちこの時期には、地球から見ると、彗星はほとんど太陽の真後ろから直線的に近づいてきてまた遠ざかっていくため、彗星が非常に明るくなっても、太陽の極めて近くでしか見ることができない。1882年の日食彗星のように、近日点通過中に皆既日食が起こるという珍しい偶然が起こる以外、発見できるようになる可能性はなかった。
しかし、1980年代には、2つの太陽観測衛星がたまたま偶然にクロイツ群に属する数個の新しい彗星を発見し、太陽探査機SOHOが1995年に打ち上げられてからは、太陽に非常に近い彗星を1年中観測することができるようになった。SOHOは太陽のすぐ近傍の連続的な画像をもたらしており、差し渡し数mしかないものを含む、毎年100個以上もの太陽をかすめる新彗星を発見している。SOHO彗星の約90%はクロイツ群に属する彗星であり、残りの彗星は「非クロイツ群」、または「散在性」の太陽接近彗星と呼ばれている。SOHOが観測したクロイツ群彗星で近日点通過を生き残ったものはない。太陽に突入するものもあるが、大部分は単に完全に蒸発してしまったようである。
SOHO彗星のうち約3分の2は、インターネット経由でSOHOの観測結果を分析しているアマチュア天文家によって発見されてきた。アマチュアの中には非常に多数の発見を成し遂げているものもいる。イギリスのマイケル・オーツは136個もの発見数を記録し、ドイツのライナー・クラフトも63個を発見している。
SOHOの観測から、太陽に接近する彗星はしばしば数時間をおいて2個一組でやってくるということが明らかになっている。このような組の出現は偶然にしては頻繁すぎ、また前回の回帰で分裂した可能性も、もしそうなら遥かに距離が離れているはずなので考えられない。その代わり、このような組は近日点からはなれたところで分裂した結果だと考えられている。多くの彗星が近日点から離れたところで分裂するのが観測されており、クロイツ群の場合は、近日点の近くでの最初の分裂によって、軌道の残りを周る間に次々と分裂が連続していくと思われる。
クロイツ群の亜群Iに属する彗星の数は亜群IIに属する彗星の数の約4倍である。これは「祖母」彗星が母彗星に分裂した際に、大きさが不均等な2つの破片に分裂したことを示唆している。

## クロイツ群の未来
力学的に考えると、クロイツ群は今後数千年にわたって、明瞭な集団としてはっきり識別できる状態であり続けるかもしれないと言われている。クロイツ群の軌道は最終的には重力的な摂動によって分散していく。しかしクロイツ群を構成する彗星の分裂速度次第で、重力的に拡散する前にクロイツ群が完全に破壊されてしまう可能性もある。SOHOによって発見される、この群に属する多数の小さな彗星から、どのように彗星が分裂して集団を形作るかが将来間違いなく今よりずっとよく理解されるようになると考えられている。
最後に明るくなったクロイツ群の彗星は2011年に発見されたラヴジョイ彗星 (C/2011 W3)である。1970年のホワイト・オルティス・ボレリー彗星以来、41年ぶりの発見であった。小振りな彗星であったため当初は太陽接近時に消滅してしまうものと思われていたが、予想に反して生き延びると、12月25日頃には南半球の空に長大な尾を見せ、「クリスマスの大彗星」と呼ばれるまでになった。近い将来にクロイツ群に属する新たな非常に明るい彗星が現れる可能性を見積もることはできないが、過去200年に少なくとも10個の肉眼で見える彗星がやってきたことを考えると、壮大なクロイツ群の彗星がまたいつの日か現れるのはほとんど確実だと予想されている。